# Glenfarclas
Glenfarclas (gael: Údolí zelené trávy) je skotská palírna společnosti J&G Grant nacházející se ve vesnici Ballindalloch v hrabství Banffshire, jež vyrábí skotskou sladovou whisky.

## Historie
Palírna byla založena v roce 1836 Robertem Hayem a produkuje čistou sladovou whisky. Tuto palírnu po smrti Roberta Haye kupuje John Grant v roce 1865 a v majetku rodiny Grantových je dodnes. První přestavbou palírna prošla v roce 1897 a v roce 1976 má již šest destilačních kotlů (údajně největších ve Speyside). Produkuje whisky značky Glenfarclas, což je desetiletá whisky s obsahem alkoholu 40 %. Část produkce se používá do míchaných whisky. Tato whisky má dlouhý závěr s ořechovou příchutí.